# Nico Jung
Nico Jung é o guarda-redes titular da selecção suíça de futebol de praia.
Já conquistou diversos prémios de melhor guarda-redes em várias competições, principalmente na Liga Europeia de Futebol de Praia 2006 e na Liga Europeia de Futebol de Praia 2008.
Também já foi escolhido para algumas equipas All-stars.
Constitui um ícone do futebol de praia suíço e europeu.

## Biografia
Com a Suíça, Nico Jung venceu a Taça dos Clubes de Futebol das Nações e a 2005 onde foi eleito o melhor goleiro da competição. Na  2009, o goleiro suíço recebeu novamente o prêmio, apesar da derrota na final.